# 肯·贝里
肯·贝里（英語：Ken Berry，1960年6月21日—），加拿大男子冰球运动员。他曾代表加拿大国家队参加1980年和1988年冬季奥林匹克运动会冰球比赛，分别获得第六名和第四名。